# William Huse Dunham
William Huse Dunham (* 31. Dezember 1901 in Evanston (Illinois); † 20. Mai 1982 in New Haven (Connecticut)) war ein US-amerikanischer Historiker.

## Leben
Dunham war während seiner akademischen Laufbahn überwiegend an der Yale University tätig: Er erhielt dort 1923 seinen Bachelor of Arts und 1929 seinen Ph.D. Von 1925 bis 1930 war Dunham Dozent für Geschichte, von 1930 bis 1940 Assistenzprofessor, von 1940 bis 1946 außerordentlicher Professor, von 1946 bis 1948 Professor und von 1948 bis 1970 George Burton Adams Professor für Geschichte. Letzteren Titel trug er ab 1970 auch als emeritierter Professor. Ab der zweiten Hälfte der 1950er-Jahre war Dunham auch als Berater für das mit der Erstellung von National Intelligence Estimates betraute Office of National Estimates der CIA tätig.

## Schriften (Auswahl)
- The Fane Fragment of the 1461 Lords’ Journal. New Haven 1935, OCLC 1618601.
- Lord Hastings’ indentured Retainers 1461–1483. The lawfulness of livery and retaining under the Yorkists and Tudors. New Haven 1955, OCLC 90847.